# Dexter Lumis
Samuel Shaw (Jacksonville, 17 de janeiro de 1984) é um lutador americano de wrestling profissional. Ele trabalha atualmente para a WWE, na marca SmackDown, sob o nome de ringue de Dexter Lumis e é membro da facção The Wyatt Sick6. Ele é metade dos atuais campeões de duplas da WWE, ao lado de seu companheiro de grupo Joe Gacy, em seu primeiro reinado, tanto individualmente quanto como equipe. Ele também é conhecido por seu tempo na Total Nonstop Action Wrestling (TNA), onde atuou como Samuel Shaw de 2010 a 2015.
Nascido em Jacksonville, Florida, Shaw começou sua carreira no wrestling profissional em 2007 no circuito independente. Em 2010, assinou com a TNA, onde ganhou o desafio TNA Gut Check em 2012, antes de passar um período em seu território de desenvolvimento, Ohio Valley Wrestling, retornando à TNA em 2013. Após deixar a TNA em 2015, Shaw voltou ao circuito independente por mais cinco anos até assinar com a WWE em 2019. Ele foi liberado em abril de 2022 e retornou novamente ao circuito independente antes de voltar à WWE em agosto de 2022.

## Carreira na luta livre profissional

### Início de carreira
Sam Shaw faria sua estréia no wrestling profissional em 21 de setembro de 2007, na World League Wrestling, onde ele se juntou com Tookie Tucker derrotando Marco Cordova e Otis Idol. Shaw perdeu para Bruce Santee em 3 de Agosto de 2009 na Full Impact Pro. Em 21 de agosto de 2010 assumiu o VFX no  Victory Pro Wrestling em uma luta pelo VPW New York State Championship e também foi parte de uma 23 Man Gold Rush Rumble perdendo duas lutas. Em 18 de maio Shaw juntou-se com QT Marshall e perdeu para os Briscoes. Ele também lutou esporadicamente para a Pro Wrestling Extreme.
Em 18 de abril de 2009, Shaw estreou na Vintage Wrestling derrotando Nooie Lee em sua estréia. Pouco mais de um mês depois, em 30 de maio Shaw derrotou Glacier para se tornar o primeiro campeão peso-pesado da Vintage. Ao longo dos meses Shaw iria defender o seu título em várias ocasiões como contra Tyson Tomko e Jesse Neal. Shaw finalmente perdeu o campeonato para Thomas Marr em 2 de fevereiro de 2010. Em 17 de abril, Shaw se tornaria uma segunda vez campeão, depois de ganhar o vago Vintage Heavyweight Championship, o perdendo para Jesse Neal em 11 de setembro. Em 2011, Shaw participou do torneio King of the State e chegou à final antes de perder para Francisco Ciatso. Em 14 de maio, Shaw ganharia seu terceiro Vintage Heavyweight Championship ao derrotar Aaron Epic. Em 3 de setembro, Shaw era parte de uma luta pelo Vintage Heavyweight Championship e o Vintage Internet Championship, onde ambos estavam em jogo, Shaw ganhou a luta após Simon Sez ser desclassificado, que também significou o campeonato não iria mudar de mãos. Ele perdeu o Vintage Heavyweight Championship para Francisco Ciatso em 6 de junho de 2012. Sua última luta para a empresa ocorreu um mês depois, em uma luta fatal four way pelo Vintage Heavyweight Championship que Milo Beasley ganhou.
Em 8 de agosto de 2011, em sua partida de estréia para Florida Underground Wrestling, ele derrotou Romeo Razel e Sideshow em uma luta three way, isso levaria a uma chance pelo FUW Heavyweight Championship de Bruce Santee, que Shaw perdeu. Em 28 de junho de 2012 ele enfrentou Wes Brisco pelo FUW Cuban Heavyweight Championship que ele também perdeu. Seu último combate para a FUW veio na forma de uma vitória em 30 de junho contra James Alexander.

### Total Nonstop Action Wrestling (2010, 2012-2015)
A primeira aparição de Shaw para a Total Nonstop Action Wrestling foi em 8 de agosto de 2010 no Hardcore Justice como Lupus; Shaw atacou Tommy Dreamer em sua luta contra Raven antes que ele fosse atacado pelo árbitro especial Mick Foley. A primeira luta de Shaw paraa  TNA aconteceu em 9 de agosto de 2010, em um combate preliminar contra Jesse Neal que ele perdeu.
Em 2012, Shaw foi um dos participantes no mensal Gut Check no Impact Wrestling. Embora as chances de Shaw foram quase arruinadas após um ataque brutal da facção Aces & Eights, Shaw teve uma segunda chance na semana seguinte e foi derrotado por Doug Williams em sua luta no Gut Check. O juízes ficaram impressionados e premiaram Shaw um contrato com a TNA. Na realidade, foi assinado com Shaw um contrato de desenvolvimento. Shaw retornou ao Impact Wrestling em 22 de novembro, derrotando o colega de Gut Check Alex Silva.
Em 12 de janeiro de 2013, Shaw participou da gravação do X-travaganza, lutando em uma X-Scape cage (foi ao ar em 5 de abril de 2013), que foi ganha por Christian York. Shaw retornou em 23 de maio de 2013 na edição do Impact Wrestling derrotar Alex Silva (por decisão depois que os Aces & Eights atacaram Silva) para avançar para as finais de um nini-torneio por uma vaga no Bound for Glory Series para enfrentar e perder para Jay Bradley no Slammiversary.
Em 21 de novembro, durante o Impact Wrestling: Turning Point, Shaw apareceu em uma entrevista em casa com Christy Hemme pedindo para ser chamado de Samuel Shaw e retratando, um caráter artístico de alguém com transtorno obsessivo-compulsivo.

#### Ohio Valley Wrestling (2012-2013)
Shaw foi então designado para o território de desenvolvimento da TNA, a Ohio Valley Wrestling (OVW), fazendo sua estréia na televisão no dia 13 de outubro de 2012. Ele então começou a parceria com Alex Silva, formando uma equipe regular nas próximas semanas. Em 1 de dezembro, Shaw e Silva derrotaram Jessie Godderz e Rudy Switchblade para ganhar o OVW Southern Tag Team Championship. Eles perderam o título para Crimson e Jason Wayne em 16 de janeiro de 2013. But regained the titles having their second reign on February 27, 2013. However, they lost the titles to The Coalition on April 3, 2013. Mas recuperaram os títulos em 27 de fevereiro de 2013. No entanto, eles perderam os títulos para a Coalition em 3 de abril de 2013. Na semana seguinte, Shaw foi atacado nos bastidores pela Coalition. Shaw voltaria à OVW TV em 4 de maio, depois de revelar que tinha sido sob a máscara da Gillyman da Coalition por várias semanas e foi colocado em uma luta contra Jason Wayne no Saturday Night Special em 11 maio. Ele teria o seu retorno no ringue na semana seguinte contra Jessie Godderz. Shaw iria continuar sua guerra com a Coalition em uma vitória sobre Crimson no episódio de 18 de maio da OVW TV.

## No Wrestling
- Movimentos de finalização
  - Breaking Point (Diving leg drop)[15][19]
  - Katagatame
  - Shawshank (Double knee facebreaker)[19][20][21]
- Movimentos secundários
  - Dropkick[19][21]
  - Inverted facelock backbreaker seguido de um neckbreaker[19][22]
  - Thesz press[19][21][22]
  - Spinebuster
- Alcunhas
  - "The Stimulus"[1]
  - "Off the Wall"

## Títulos e prêmios
- Full Throttle Pro Wrestling
  - FTPW Championship (1 vez)[23]
- Ohio Valley Wrestling
  - OVW Southern Tag Team Championship (2 vezes) - com Alex Silva[16]
- Pro Wrestling Illustrated
  - PWI o colocou na #142ª posição dos 500 melhores lutadores individuais no PWI 500 em 2021[24]
- Total Nonstop Action Wrestling
  - Vencedor do TNA Gut Check[25]
- Tried-N-True Pro
  - TNT Championship (1 vez, inaugural)[26]
  - Torneio pelo TNT Championship (2017)
- United States Wrestling Alliance
  - USWA Championship (1 vez)[27]
- Vintage Wrestling
  - Vintage Heavyweight Championship (3 vezes)[28]
- Wrestling Observer Newsletter
  - Pior Rivalidade do Ano (2022) vs. The Miz[29][30]
- WWE
  - Campeonato de Duplas da WWE (1 vez, atual) – com Joe Gacy
  - Slammy Award (1 vez)
    - Momento WTF do Ano (2025) Wyatt Sicks estreando no Raw, com Bo Dallas, Erick Rowan, Joe Gacy e Nikki Cross.